# Restiamo umani
Restiamo umani, pubblicato nel 2016, è il settimo album del  gruppo musicale mantovano Sine Frontera.

## Descrizione
Con il titolo del disco rendono omaggio al reporter pacifista Vittorio Arrigoni, ucciso, da Al-Qaeda, nella striscia di Gaza nel 2011, che chiudeva i suoi
articoli con la frase "Restiamo Umani".
L'album si apre con la canzone "Restiamo Umani" introdotta proprio dalla voce del reporter.

## Tracce
Testi di Antonio Resta eccetto dove indicato.
1. Restiamo umani – 4:14
2. Mar dei migranti – 5:04
3. Nubi nere – 3:36
4. Picchi in testa – 3:51
5. Pino l'orb – 4:33 (testo: Mendes Vecchi)
6. La musica del vento – 4:23
7. La fòla del babau – 4:00
8. Il Barbanera – 5:46 (testo: Alessandro Bernini)
9. Balkan – 2:17
10. Circus – 2:07
11. Le favole e le nuvole – 3:19

Durata totale: 43:10

## Formazione
- Antonio Resta - voce
- Fabio Ferrari - basso
- Simone Angiuli - violino
- Marco Ferrari - fisarmonica
- Federico Ferrari - chitarra
- Enrico Truzzi - batteria
- Simone Dalmaschio - percussioni
- Matteo Del Miglio - trombone